# Coniella musaiaensis
Coniella musaiaensis är en svampart. Coniella musaiaensis ingår i släktet Coniella och familjen Schizoparmaceae.

## Underarter
Arten delas in i följande underarter:
- hibisci
- musaiaensis